# BMW E87
BMW E81, E82, E87, E88 — компактный автомобиль с задним приводом и продольным расположением двигателя.
Автомобиль выпускается с 2004 года. Последним автомобилем такого класса этого немецкого производителя был BMW 3 Compact (E36/5, E46/5). Машина имеет много общих решений с другими моделями. Так, передняя подвеска досталась от старшей модели — «Трёшки» E90: спереди стойки МакФерсон, сзади — многорычажка.
Модель позиционируется в зависимости от комплектации как пяти или четырёхместный автомобиль. Центральная часть приборной панели слегка повёрнута в сторону водителя, а вместо ключа зажигания — брелок и кнопка «START» над ним.
Машина выпускается в четырёх кузовах: 3- и 5-дверные хетчбэки (E81, E87) (сняты с производства), купе (E82) и кабриолет (E88).
Первоначально предлагалось три бензиновых двигателя: 1,6 л (115 л.с.), 2,0 л (130 л.с.) и 2,0 л (150 л.с.), а также два дизельных силовых агрегата объёмом 2,0 литра 122 л.с. и 163 л.с. В 2005 году линейка бензиновых моторов была дополнена 3-литровым двигателем мощностью 265 л.с. В 2007 году двигатели были модернизированы. В 2008 появился двигатель с двумя турбокомпрессорами, объёмом 3 литра и мощностью 306 л.с.
В апреле 2010 года общий объем производства превысил 1,000,000 автомобилей всех вариантов.
Вопреки ранним утверждениям, в декабре 2010 года BMW представила новую модель — BMW 1M (версия подготовленная спортивным подразделением BMW Motorsport). Базируясь на кузове E82 (купе 1-й серии первого поколения) данная версия имеет мало общего со своим прародителем, BMW 135. Переработано всё — тормоза (от М3 E92), дифференциал от M3 E46, расширенная колея под подвеску от M3 E92, 19-дюймовые колеса от M3 Competition Package, 3-литровый 6-цилиндровый рядный двигатель N54 с двойным турбонаддувом от BMW Z4 35IS мощностью 340 л.с. и 500 н.м момента в режиме «полного газа».
На трассе Top Gear данный автомобиль показал время меньшее, чем M3 E90/E92, Chevrolet Corvette C6, Noble M12 GTO-3R, Lotus Evora, Lexus IS-F, Lamborghini Gallardo Spyder и Ferrari 575.
Пилот Алексей Бункевич на трассе Нюрбургринг на данном автомобиле показал время 8.15 (неофициальное 8.12), что на 7 секунд быстрее BMW M3 E46 и почти на 24 секунды быстрее BMW 135.

## Безопасность
Автомобиль прошел тест Euro NCAP в 2004 году:
| Euro NCAP                                     | Euro NCAP | Euro NCAP | Euro NCAP |
| --------------------------------------------- | --------- | --------- | --------- |
| Рейтинги                                      | Пассажир  |           | 33        |
| Рейтинги                                      | Ребёнок   |           | 35        |
| Рейтинги                                      | Пешеход   |           | 2         |
| Протестированная модель: BMW 116i, RHD (2004) |           |           |           |

## Двигатели
| Бензиновые                                 | Бензиновые                                      | Бензиновые                                      | Бензиновые                                      | Бензиновые                                      | Бензиновые                                      | Бензиновые                                      | Бензиновые                                      | Бензиновые                                      |
| ------------------------------------------ | ----------------------------------------------- | ----------------------------------------------- | ----------------------------------------------- | ----------------------------------------------- | ----------------------------------------------- | ----------------------------------------------- | ----------------------------------------------- | ----------------------------------------------- |
| Модель                                     | 116i                                            | 116i                                            | 118i                                            | 118i                                            | 120i                                            | 120i                                            | 125i/130i                                       | 135i                                            |
| Годы выпуска                               | 2004—2007                                       | 2007— н. в.                                     | 2005—2007                                       | 2007— н. в.                                     | 2004—2007                                       | 2007— н. в.                                     | 2006— н. в.                                     | 2008— н. в.                                     |
| Код двигателя                              | N45B16                                          | N45B16                                          | N46B20                                          | N46B20                                          | N46B20                                          | N46B20                                          | N52B30                                          | N54B30                                          |
| Объём двигателя, см³                       | 1596                                            | 1596                                            | 1995                                            | 1995                                            | 1995                                            | 1995                                            | 2996                                            | 2979                                            |
| Тип двигателя                              | рядный 4-цилиндровый с продольным расположением | рядный 4-цилиндровый с продольным расположением | рядный 4-цилиндровый с продольным расположением | рядный 4-цилиндровый с продольным расположением | рядный 4-цилиндровый с продольным расположением | рядный 4-цилиндровый с продольным расположением | рядный 6-цилиндровый с продольным расположением | рядный 6-цилиндровый с продольным расположением |
| Клапанов на цилиндр                        | 4                                               | 4                                               | 4                                               | 4                                               | 4                                               | 4                                               | 4                                               | 4                                               |
| Диаметр цилиндра и ход поршня, мм          | 84,0×75,7                                       | 84,0×75,7                                       | 84,0×90,0                                       | 84,0×90,0                                       | 84,0×90,0                                       | 84,0×90,0                                       | 85,0×88,0                                       | 84,0×89,6                                       |
| Максимальная мощность, л. с./об. мин.      | 115/6000                                        | 122/6000                                        | 129/5750                                        | 136/6000                                        | 150/6200                                        | 170/6700                                        | 265/6600                                        | 306/5800                                        |
| Максимальный крутящий момент, Н·м/об. мин. | 150/4300                                        | 160/4250                                        | 180/3250                                        | 190/4250                                        | 200/3600                                        | 210/4250                                        | 315/2750                                        | 400/1300—5000                                   |

| Модель                                     | 118d                                            | 118d                                            | 120d                                            | 120d                                            | 123d                                            |
| Годы выпуска                               | 2004—2007                                       | 2007— н. в.                                     | 2005—2007                                       | 2007— н. в.                                     | 2007— н. в.                                     |
| Код двигателя                              | M47TU2D20                                       | N47D20                                          | M47TU2D20                                       | N47D20                                          | N47D20                                          |
| Объём двигателя, см³                       | 1995                                            | 1995                                            | 1995                                            | 1995                                            | 1995                                            |
| Тип двигателя                              | рядный 4-цилиндровый с продольным расположением | рядный 4-цилиндровый с продольным расположением | рядный 4-цилиндровый с продольным расположением | рядный 4-цилиндровый с продольным расположением | рядный 4-цилиндровый с продольным расположением |
| Клапанов на цилиндр                        | 4                                               | 4                                               | 4                                               | 4                                               | 4                                               |
| Диаметр цилиндра и ход поршня, мм          | 84,0×90,0                                       | 84,0×90,0                                       | 84,0×90,0                                       | 84,0×90,0                                       | 84,0×90,0                                       |
| Максимальная мощность, л. с./об. мин.      | 122/4000                                        | 143/6000                                        | 163/4000                                        | 177/4000                                        | 204/4400                                        |
| Максимальный крутящий момент, Н·м/об. мин. | 280/1750-2500                                   | 300/1750-2500                                   | 340/1750-3000                                   | 350/1750-3000                                   | 400/2000-2250                                   |